# Duane Hanson
Duane Hanson, född 17 januari 1925, död 6 januari 1996, var en amerikansk skulptör inom fotorealism.
Duane Hanson utförde fotorealistiska glasfiberskulpturer av människor i naturlig storlek, med riktigt hår och verkliga kläder och tillbehör, emellanåt med drag av satir eller samhällskritik, såsom verket Tourists (1970), som avbildar ett äldre par turister i fritidskläder med kameror på magen.